# Ciclabile del Canale Vacchelli

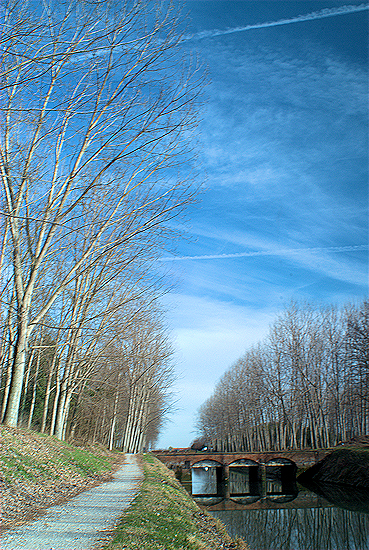
La pista ciclabile del canale Vacchelli presso Izano

La ciclabile del Canale Vacchelli è un percorso ciclo-pedonale di 36 chilometri di sviluppo che si snoda lungo il canale Vacchelli.

## Storia
Malgrado fosse già presente e ampiamente utilizzata dagli appassionati la strada consortile lungo l'alzaia del canale Vacchelli, l'idea di rendere ciclabile il tracciato con sistemazione del fondo e posa di adeguata segnalatica prese avvio nel 1998, quando il Piano Territoriale di Coordinamento Provinciale sviluppava studi ed approfondimenti per la realizzazione di piste ciclabili in Provincia di Cremona. Nel 2001 l'opera fu inclusa nel programma triennale delle opere pubbliche preventivando un costo di 1.500 milioni di lire.
L'iter non fu breve e la Giunta provinciale approvò il progetto dell'architetto Barbara Armanini nel 2003 preventivando un costo di 815.000 euro, seguito dai pareri concordi del Consorzio Incremento Irrigazioni, degli enti locali e della Soprintendenza. I lavori furono appaltati nel corso dell'anno e completati nell'inverno 2003/2004.

## Obiettivi
L'obiettivo del progetto è stato quello di creare un corridoio ecologico che unisse i parchi Adda Sud, Serio e Oglio Nord, nonché i parchi sovracomunali del Moso e del Tormo, oltre che valorizzare le notevoli opere ingegneristiche ed architettoniche presenti lungo l'asta del canale.

## Percorso
Le sue estremità sono le opere di presa del canale presso Marzano (non lontano da Spino d'Adda, ma già in provincia di Lodi) e le Tombe Morte di Genivolta. Il fondo è per la maggior parte naturale, prevalentemente in ghiaia, salvo l'attraversamento di Crema.

### Da Spino d'Adda a Crema
Il tracciato segue parallelamente il canale Vacchelli, ora in sponda destra ora in sponda sinistra secondo i casi. Dopo le opere di presa entra nel territorio di Spino d'Adda; e prosegue a sud dell'abitato di Nosadello e di seguito intersecando la strada provinciale CRSP exSS472, senza protezione. Poco oltre la pista lambisce il santuario della Madonna delle Assi a Monte Cremasco. Dopo l'incrocio con la strada provinciale CRSP 90 il canale e la parallela pista ciclabile attraversano l'area agricolo-naturalistica del Moso, fino in prossimità della zona industriale di Cremosano. 
In questo tratto, nei pressi della proprietà dell'azienda faunistica venatoria del Moso, durante il periodo della caccia tra ottobre - gennaio, è interdetto il passaggio ai pedoni e ciclisti, ad eccezione di martedì e venerdì.
Qui il percorso abbandona il canale ed è necessario sfruttare le piste cittadine di Crema, con il percorso ciclabile non sempre segnalato da adeguata segnaletica. Dalla zona industriale di Cremosano si scende lungo la pista ciclabile che corre parallela alla strada provinciale CRSP 2 fino a via Indipendenza. Qui si percorre, a sinistra, la pista ciclopedonale fino al sottopasso ferroviario di via Gaeta. Si prosegue lungo via Gaeta in promiscuità col traffico cittadino, oppure sfruttando per un buon tratto la più tranquilla via Gorizia che si snoda in sponda sinistra del canale Vacchelli nuovamente raggiunto. Quindi si giunge alla pista ciclopedonale di viale Santa Maria della Croce che permette di scendere fino a piazzale Rimembranze ed accedere seguendo i vari attraversamenti pedonali al ponte sul fiume Serio.

### Da Crema a Genivolta
Appena al termine del ponte che va percorso sulla passerella settentrionale, si accede ad una laterale di via Cadorna che, dopo aver sottopassato il ponte ferroviario giunge di nuovo al canale Vacchelli cui ci si avvicina con una breve rampa. Il percorso prosegue fino oltre il quartiere di San Bernardino, dopo l'abitato la pista abbandona di nuovo il canale per permettere di attraversare con tranquillità la trafficata SPCR exSS235, sfruttando il sottopasso costruito nella primavera 2009 e proseguendo sulla pista ciclabile fino a Vergonzana. Qui, attraversata la strada provinciale in prossimità di una ciminiera, residuo di un'antica fornace, si perviene di nuovo al canale Vacchelli.
La pista si lascia da parte gli abitati di Izano e Salvirola per poi entrare in territorio di Fiesco sfiorando la cascina Campazzo. Proseguendo in prossimità delle cascine di Trigolo Colombara Nuova e Colombara del Bosco. Presso la cascina Castelletto iniziano i pannelli sinottici installati nell'ambito dell'iniziativa Il territorio come ecomuseo. Si giunge, infine, alle Tombe Morte intersecando la Ciclabile delle Città Murate e potendo proseguire, eventualmente, lungo la Ciclabile dei Navigli.

## Collegamenti ciclopedonali
- Presso le opere di presa del canale Vacchelli transita il percorso ciclopedonale denominato Greenway dell'Adda Sud predisposto dal parco dell'Adda Sud.
- In prossimità della strada provinciale CR91 si incrocia la pista ciclabile in sede protetta che collega il centro abitato di Spino d'Adda con Nosadello.
- Il percorso ciclabile che si percorre tra Crema e la zona industriale di Cremosano prosegue a nord lungo la strada provinciale 2 fino a Trescore Cremasco.
- Una volta giunti lungo il viale Santa Maria della Croce a Crema, si può transitare a nord fino alla Basilica di Santa Maria della Croce, raggiungere via Mulini da via Battagio e proseguire fino a Sergnano quasi per intero in sede protetta, ad esclusione dell'attraversamento urbano di Pianengo.
- In località Tombe Morte è possibile proseguire lungo la Ciclabile delle Città Murate oppure sulla Ciclabile dei Navigli.

### Parchi attraversati
- Parco dell'Adda Sud
- Parco del Serio
- Parco dell'Oglio Nord
- Parco Interprovinciale del Fiume Tormo
- Moso (Crema)